# Dibsi Faradż
Dibsi Faradż (arab. دبسي فرج) – miejscowość w Syrii, w muhafazie Ar-Rakka. W 2004 roku liczyła 1366 mieszkańców.